# Directores Argentinos Cinematográficos
Directores Argentinos Cinematográficos (DAC) Asociación General de Directores Autores Cinematográficos y Audiovisuales  es una asociación fundada el 23 de julio de 1958 en Argentina como resultado de la fusión de dos entidades preexistentes, que agrupa a los Directores Realizadores de Obras Audiovisuales y Cinematográficas protegidas por la ley 11.723 de la Argentina.

## Creación de la asociación
En el año 1958 existían dos entidades que agrupaban a los directores de cine. Por una parte estaba la Sociedad Argentina de Directores Cinematográficos (SADIR), fundada en 1945, y por la otra se encontraba la Agrupación de Directores de Películas (ADP), nacida en 1956, de la que participaban directores con ideologías y aspiraciones distintas a las de los asociados a SADIR. 
Desde una y otra entidad se hicieron gestiones, junto a otros sectores de la industria del cine -productores, técnicos, actores, laboratorios, cortometrajistas- agrupados en la Unión del Cine Argentino (UCA), para que el gobierno estableciera normas que fomentaran al cine nacional. Obtuvieron así que se aprobara el Decreto-ley 62/57, sancionado en 1957, disponiendo por primera vez el fomento al cine como "industria, comercio, arte y medio de difusión y educación" y creando el Instituto Nacional de Cinematografía, como "ente autárquico dependiente del Ministerio de Educación". 
El 23 de julio de 1958, SADIR y ADP, acordaron unificarse en una nueva entidad que representara a todos los directores de cine, más allá de las distintas opiniones sobre la  política en general y respecto de la industria y la cultura del cine y de las artes audiovisuales argentinas en particular, sintetizada en la expresión  "unidad en la diversidad", como forma de respeto al cine, la cultura y la democracia. 

## Miembros fundadores
El acta de constitución de la asociación del 23 de julio de 1958 fue firmada por los siguientes directores de cine:
- Ernesto Arancibia
- Fernando Ayala
- Héctor Canziani
- Catrano Catrani
- Carlos Borcosque
- Enrique Carreras
- Hugo del Carril
- Lucas Demare
- Alberto de Zavalía
- Alberto Dubois
- Leo Fleider
- Kurt Land
- Mario Lugones
- Luis Mottura
- Francisco Mugica
- Adalberto Páez Arenas
- Roberto Ratti
- Carlos Rinaldi
- Julio Saraceni
- Juan Sires
- Mario Soffici
- Daniel Tinayre
- Edgardo Togni
- Leopoldo Torre Nilsson
- Leopoldo Torres Ríos
- Augusto César Vatteone
- Román Viñoly Barreto
- E. Laurit

## Derechos intelectuales de los directores de cine
El art. 1° de la Ley N° 25.847 publicada en el Boletín Oficial el 6 de enero de 2004, modificatoria del art. 20° de la ley 11 723, dispuso que el director de las películas es titular del derecho de propiedad intelectual de la misma, al igual que autor del argumento, el productor y, cuando se trate de una obra cinematográfica musical, el compositor que haya colaborado en ella.

## Entidad recaudadora de derechos de autor
El decreto 124/2009 dispuso que D.A.C. fuera la única entidad autorizada para convenir con terceros usuarios o utilizadores de las obras de autores directores cinematográficos y de audiovisuales argentinos y extranjeros, la forma de recaudación y el importe de las retribuciones por su explotación, así como a proceder a su adjudicación y distribución entre los autores que las hayan generado, con observancia estricta de los principios de objetividad, equidad y proporcionalidad.
En esta forma a partir de 2011 DAC cobra en representación de los autores directores tarifas a usuarios y exhibidores por la explotación comercial de  obras audiovisuales -películas o telefilmes de corto, medio y largometrajes de ficción o documentales, unitarios, miniseries y tiras diarias para televisión y cualquier otra producción audiovisual realizada y exhibida en cualquier otro medio de exhibición existente, o a crearse en el futuro.
DAC procura el establecimiento de tarifas por vía de las negociaciones con las cámaras representativas de los distintos sectores de usuarios, como las empresas de televisión por aire y por cable, salas cinematográficas y de los llamados “Usuarios Generales” que son quienes tienen aparatos de televisión en hoteles, bares y lugares públicos. Con estos últimos realizó a través de la Cámara empresaria un acuerdo sobre tarifas.
Los derechos percibidos son repartidos por DAC cada seis meses conforme al sistema que ella ha determinado entre los autores o derechohabientes individuales previa deducción de los gastos administrativos que su Asamblea fijó en el 28 % de la recaudación. En el caso de autores extranjeros, los importes se giran a la entidad representativa de cada país.
Las empresas proveedoras de televisión por cable pagan inicialmente un valor proporcional a los minutos que duró la duración artística de las obras y todas sus repeticiones y luego un adicional conforme al número de abonados al servicio. Posteriormente DAC asigna a cada obra según su duración y repeticiones el importe que corresponda.
DAC tiene acuerdos de representación recíproca con entidades de igual carácter de varios países, incluidos España, Francia, Suiza y Polonia, en virtud de los cuales perciben por cuenta de los titulares, los derechos devengados por directores argentinos en dichos países.

## Relación con el INCAA
El DAC es una de las entidades gremiales que propone al Poder Ejecutivo Nacional a las dos personas que representan al sector de los directores de cine en el Consejo Asesor del INCAA. El 4 de julio de 2015 el DAC firmó con el Instituto Nacional de Cine y Artes Audiovisuales un convenio de colaboración mutua para dar apoyo y difusión a la cinematografía nacional mediante diversas acciones.
En septiembre de 2016 su representante renunció al cargo en el Consejo Asesor por desacuerdos con la entidad, con un comunicado del 7 de ese mes que expresaba que:

“Las funciones del Consejo Asesor del INCAA consisten en aprobar o rechazar los actos realizados por su Presidente. Así lo establece con gran claridad en su artículo 5º la Ley de Cine vigente. Sin embargo, desde el año 2002, en que el INCAA recuperó su autonomía y manejo de fondos, de una manera u otra, estas precisas funciones del Consejo Asesor fueron siempre incumplidas por las cinco gestiones a cargo de la Presidencia, incluyendo la actual. Durante gran parte de esos catorce años, el Consejo Asesor, directamente, no funcionó o, cuando fue puesto en ejercicio, fue limitado por cada una de las gestiones al mero nombramiento de los miembros de los distintos Comités, sin proveerle la información indispensable para acceder siquiera al conocimiento del Presupuesto anual correspondiente del INCAA, que incluye el Fondo de Fomento Cinematográfico.”

## Actividades culturales
Una de las actividades culturales del DAC son los ciclos de exhibición de filmes como el realizado en julio de 2014 dedicado a las mujeres directoras, que incluía entrevistas a las mismas que se realizaban en oportunidad de cada exhibición.
En ocasión del 53° aniversario de la entidad realizó la serie para televisión titulada Vidas de Película, consistente en entrevistas a directores del cine argentino de 52 minutos de extensión cuyo contenido que será además transcripto a un libro en una edición iberoamericana.
En 2016 DAC organizó con la colaboración del Ministerio de Relaciones Exteriores y Culto una Muestra Itinerante Mundial que exhibirá películas argentinas en diversas ciudades del mundo como Berlín, La Habana, Londres, México, Moscú, Nueva York, Praga, Nueva Delhi,  Chenna, Calcuta, Goa y Mumbai.

## Día del director audiovisual
El 23 de julio ha sido instituido en Argentina como Día del Director Audiovisual conmemorando la fundación de la asociación Directores Argentinos Cinematográficos.

## Pertenencia a asociaciones internacionales
DAC fue aceptada en 2007 como miembro provisional de la Confederación Internacional de Sociedades de Autores y Compositores. y al año siguiente como miembro definitivo.